# Boston Society of Film Critics Awards 2015
36. ročník předávání cen asociace Boston Society of Film Critics Awards se konal 6. prosince 2015.

## Vítězové
- Nejlepší film
  1. Spotlight
  2. Šílený Max: Zběsilá cesta
- Nejlepší režisér
  1. Todd Haynes – Carol
  2. Tom McCarthy – Spotlight
- Nejlepší scénář
  1. Tom McCarthy a Josh Singer – Spotlight
  2. Phyllis Nagy – Carol
- Nejlepší herec v hlavní roli
  1. Leonardo DiCaprio – Revenant Zmrtvýchvstání a Paul Dano – Love & Mercy (remíza)
- Nejlepší herečka v hlavní roli
  1. Charlotte Rampling – 45 let
  2. Saoirse Ronan – Brooklyn
- Nejlepší herec ve vedlejší roli
  1. Mark Rylance – Most špionů
  2. Sylvester Stallone – Creed
- Nejlepší herečka ve vedlejší roli
  1. Kristen Stewart – Sils Maria
  2. Alicia Vikander – Ex Machina
- Nejlepší obsazení
  1. Spotlight
  2. Sázka na nejistotu
- Nejlepší dokument
  1. Amy
  2. Podoba ticha
- Nejlepší cizojazyčný film
  1. Podoba ticha
  2. Bílý Bůh
- Nejlepší animovaný film
  1. V hlavě a Anomalisa (remíza)
  2. Ovečka Shaun ve filmu
- Nejlepší kamera
  1. Edward Lachman – Carol
  2. Emmanuel Lubezki – Revenant Zmrtvýchvstání
- Nejlepší střih
  1. Margaret Sixel – Šílený Max: Zběsilá cesta
  2. Tom McArdle – Spotlight
- Nejlepší skladatel
  1. Atticus Ross – Love & Mercy
  2. Ludwig Göransson – Creed
- Nejlepší nový filmař
  1. Alex Garland – Ex Machina
  2. Marielle Heller – Deník puberťačky